# Wilhelm Schmalz
Pour les articles homonymes, voir Schmalz.
Wilhelm Schmalz, né le 1er mars 1901 à Reußen et mort le 14 mars 1983 à Braunfels, était un Generalleutnant allemand au sein de la Luftwaffe dans la Wehrmacht pendant la Seconde Guerre mondiale.
Il a reçu la croix de chevalier de la croix de fer avec feuilles de chêne (en allemand : Ritterkreuz des Eisernen Kreuzes mit Eichenlaub), attribuée pour un acte de bravoure extrême sur le champ de bataille ou un commandement avec un succès militaire.

## Biographie
Wilhelm Schmalz combat sur plusieurs fronts, de l'Est comme de l'Ouest, où il se distingue particulièrement. 
Il occupe un poste de commandement au sein de la division Hermann Göring. 
Wilhelm Schmalz est capturé par les troupes américaines en mai 1945. Il est accusé de crimes de guerre en Italie, mais au bout de cinq ans les charges sont abandonnées.

## Décorations
- Croix de fer (1939)
  - 2e classe (14 septembre 1939)
  - 1re classe (16 octobre 1939)
- Médaille du front de l'Est
- Insigne de combat terrestre de la Luftwaffe
- Croix allemande en or (8 février 1942)
- Croix de chevalier de la croix de fer avec feuilles de chêne
  - Croix de chevalier le 28 novembre 1940 en tant que Major et commandant du I./Kavallerie-Schützen-Regiment 11[1]
  - 358e feuilles de chêne le 23 décembre 1943 en tant que Oberst et commandant de la Panzerbrigade z.b.V. der Panzer-Division "Hermann Göring"[2]